# Paul Dacre
Paul Michael Dacre (* 14. November 1948 in Enfield) ist ein englischer Journalist und ehemaliger langjähriger Herausgeber der britischen rechtsgerichteten Boulevardzeitung Daily Mail. Er war auch Chefredakteur von DMG Media, Daily Mail, The Mail on Sunday, der kostenlosen Boulevardzeitung Metro, der Website Mailonline und anderen Titeln.
Am 1. Oktober 2018 wurde Dacre Vorsitzender und Chefredakteur von Associated Newspapers und trat im folgenden Monat als Herausgeber der Daily Mail zurück. Er gab diese Funktion im November 2021 auf.

## Frühe Lebensjahre
Dacre wurde in dem nördlichen Londoner Vorort Arnos Grove in Enfield geboren und wuchs dort auf. Sein Vater, Peter, war Journalist beim Sunday Express und berichtete unter anderem über das Showbusiness. Seine Mutter Joan (geb. Hill) war Lehrerin; das Paar hatte fünf Söhne, von denen Paul der älteste war. Einer seiner Brüder, Nigel, war von 1995 bis 2002 Redakteur für die Nachrichtensendungen von ITV.
Dacre besuchte mit einem staatlichen Stipendium die University College School, eine unabhängige Schule in Hampstead, wo er Hausmeister war. In den Schulferien arbeitete er als Bote beim Sunday Express und während seines voruniversitären Zwischenjahres als Praktikant beim Daily Express. Ab 1967 studierte er Englisch an der Universität von Leeds, während Jack Straw Präsident der Studentenvereinigung war.
Während seines Studiums engagierte er sich bei der Zeitung Union News (ab 1970 Leeds Student) und stieg bis zum Redakteur auf. Zu dieser Zeit identifizierte er sich mit dem liberalen Ende des politischen Spektrums in Bezug auf Themen wie Schwulenrechte und Drogenkonsum und schrieb Leitartikel zur Unterstützung eines von Straw organisierten Studenten-Sit-ins in Leeds. Er führte in der Zeitung ein Pin-up-Feature mit dem Titel Leeds Lovelies ein. Im Jahr 2002 sagte er der British Journalism Review: „Wenn man keine linke Periode hat, wenn man an die Universität geht, sollte man erschossen werden“, und im November 2008 sagte er über seine frühen Erfahrungen als Redakteur, dass sie ihn gelehrt hätten, dass „langweilige [Inhalte] keine Zeitungen verkaufen. Mit Langweiligkeit kann man keine Hypothek bezahlen“, aber auch, dass „Sensationen Zeitungen verkaufen“.
Nach seinem Studienabschluss 1971 begann Dacre ein sechsmonatiges Probearbeiten beim Daily Express in Manchester; danach erhielt er eine Vollzeitstelle beim Express. Zu seiner Berufswahl sagte Dacre in dem BJR-Interview, er habe „keinen Wunsch, etwas anderes als Journalismus zu machen“.